# 米爾納 (科羅拉多州)
米爾納（英語：Milner）是位於美國科羅拉多州魯特縣的一個非建制地區。該地的面積和人口皆未知。

## 地理
米爾納的座標為40°29′05″N 107°01′10″W / 40.48472°N 107.01944°W，而該地的平均海拔高度為1988米（即6522英尺）。